# Montego Bay
Montego Bay je grad i luka smješten na sjeverozapadnoj obali Jamajke. Ima oko 120.000 stanovnika, i četvrti je grad po veličini na Jamajci (iza is Kingstona, Portmorea i Spanish Towna). U blizini grada nalazi se najveća zračna luka Jamajke, Međunarodna zračna luka Sir Donald Sangster.